# Tachina contracta
Tachina contracta är en tvåvingeart som beskrevs av Walker 1853. Tachina contracta ingår i släktet Tachina och familjen parasitflugor. Inga underarter finns listade i Catalogue of Life.